# District de Hoengseong
Le district de Hoengseong est un district de la province du Gangwon, en Corée du Sud.